# Pfarrkirche Puchberg am Schneeberg

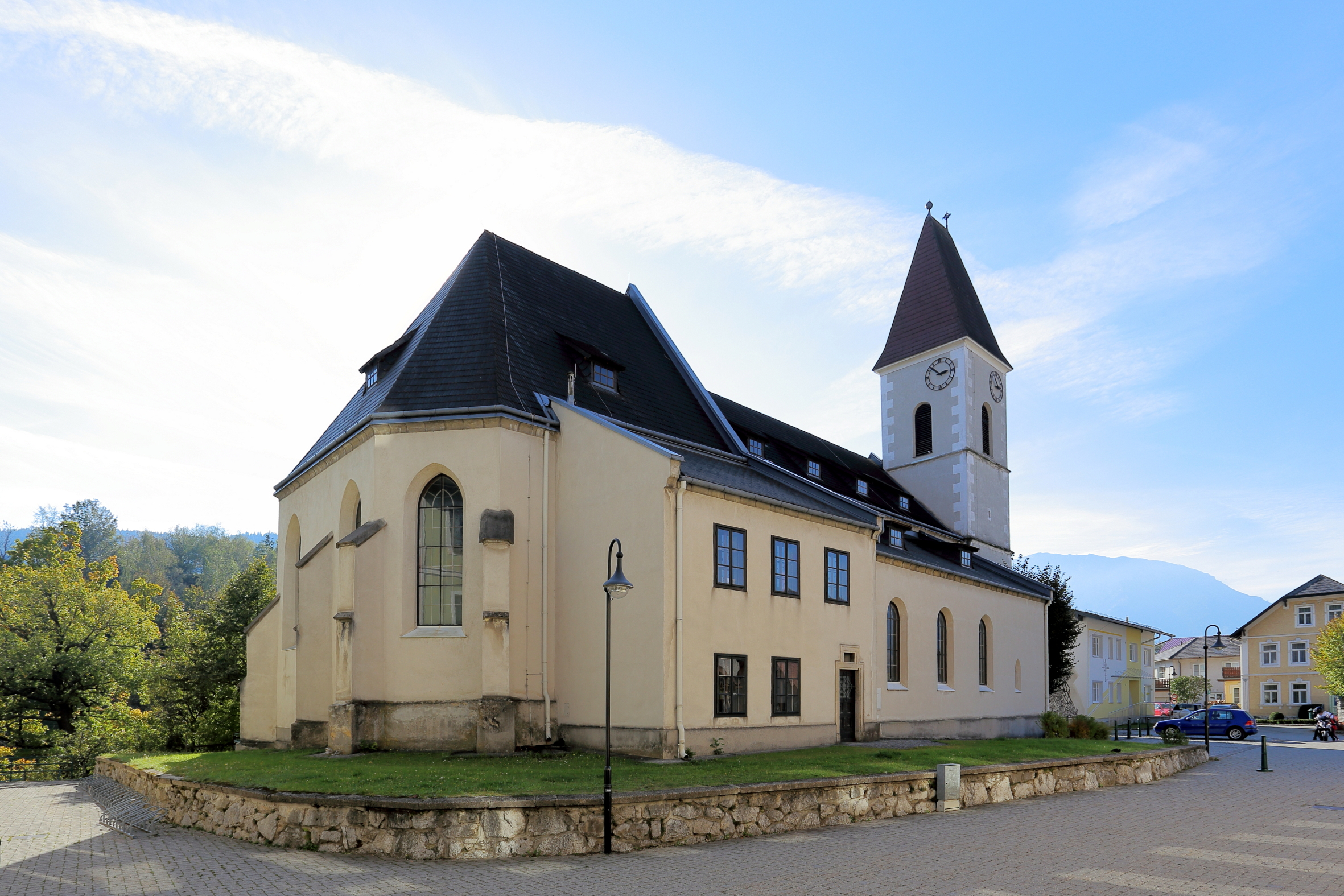
Katholische Pfarrkirche hl. Vitus in Puchberg am Schneeberg

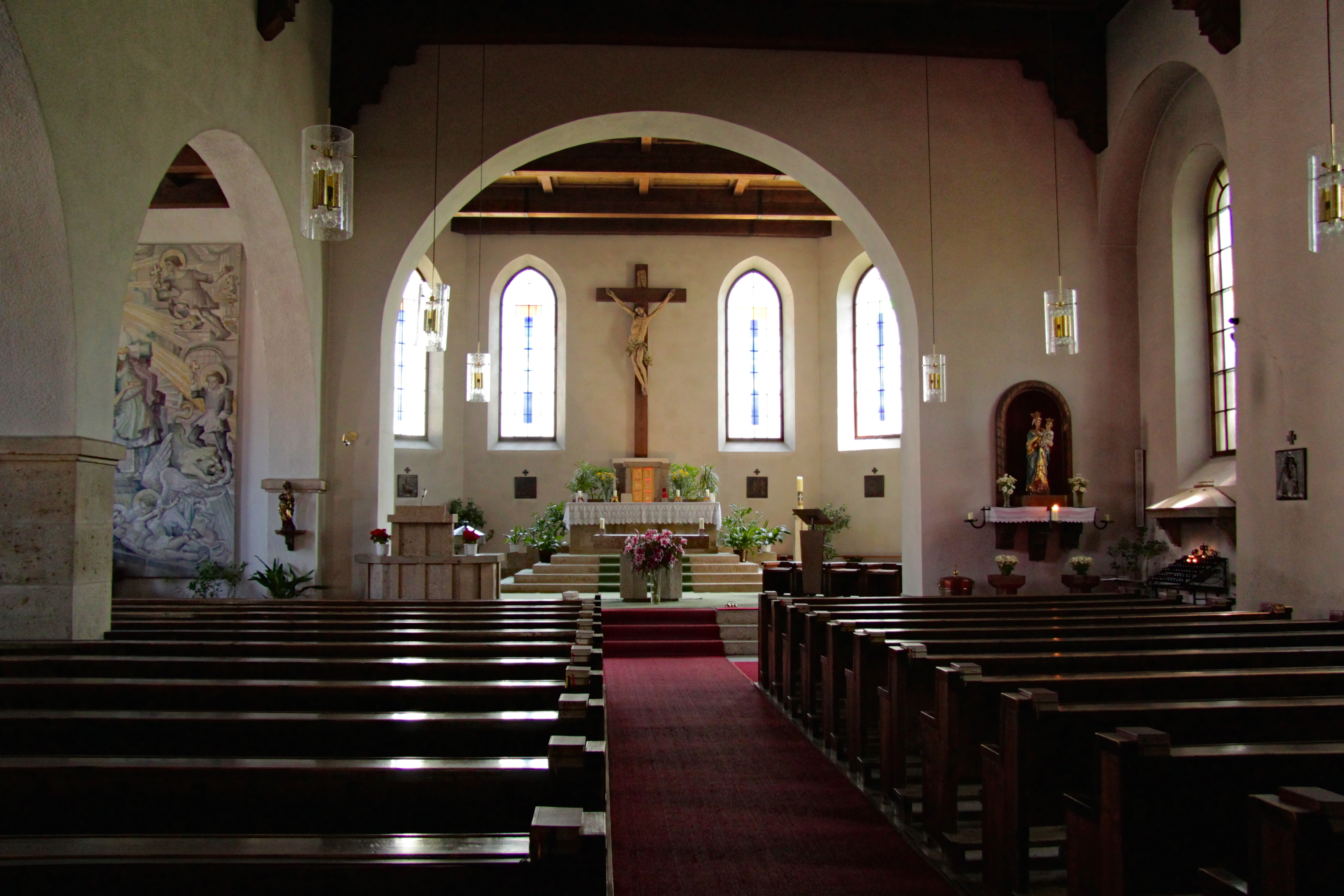
Im Hauptschiff zum Chor

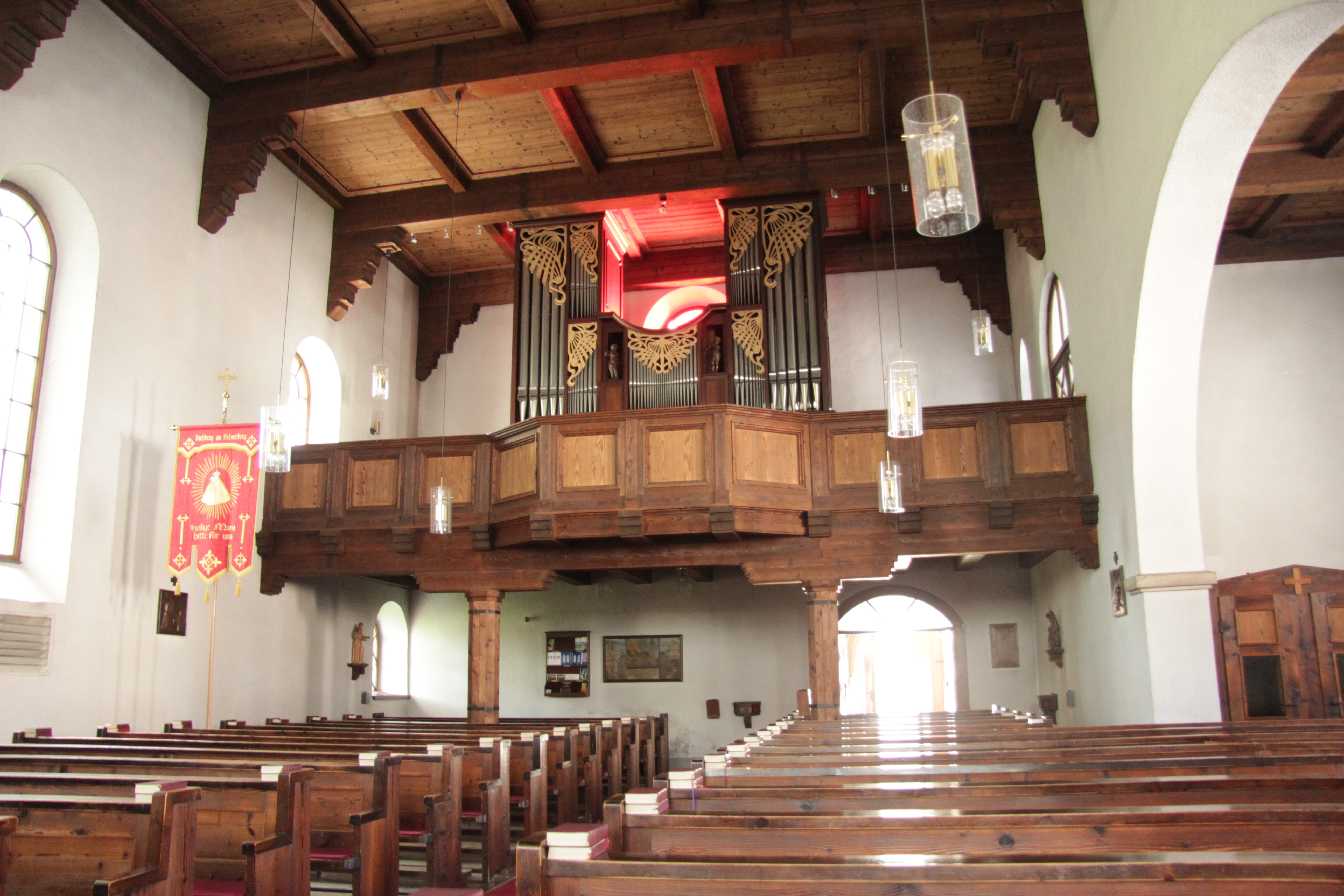
Orgelempore

Die Pfarrkirche Puchberg am Schneeberg steht im Süden der Burggasse in der Marktgemeinde Puchberg am Schneeberg im Bezirk Neunkirchen in Niederösterreich. Die dem Patrozinium hl. Vitus unterstellte römisch-katholische Pfarrkirche gehört zum Dekanat Neunkirchen im Vikariat unter dem Wienerwald der Erzdiözese Wien. Die Kirche steht unter Denkmalschutz (Listeneintrag).

## Geschichte
1264 wurde eine Kirche urkundlich genannt. 1350 wurde eine Pfarre genannt. Ab 1549 bestanden Vogteirechte an Johann Baptist Freiherr von Hoyos. Am 22. April 1945 brannte die Kirche durch die Kriegseinwirkung des Zweiten Weltkrieges aus. 1948/1949 wurde die Kirche nach den Plänen des Architekten Rudolf Sedlaczek wiederaufgebaut. 1977 wurde die Kirche außen restauriert. 1986 wurde der Turm restauriert. 1993 erfolgte eine Innenrestaurierung.

## Architektur
Die spätgotische Kirche hat einen höheren Chor, ein niedrigeres Langhaus, und einen vorgestellten Westturm. Die Anbauten erfolgten später.
Das Kirchenäußere zeigt im Osten und Süden gotische abgetreppte Strebepfeiler, der südöstliche Strebepfeiler nennt die Jahresangabe 1526. Der anfänglich zweischiffige Chor ist einschiffig unter einem höheren Halbwalmdach erhalten. Der westliche Aufgangserker mit einer Spindeltreppe hat ein verstäbtes Schulterportal aus der zweiten Hälfte des 15. Jahrhunderts. Der Westturm aus dem vierten Viertel des 15. Jahrhunderts, viergeschoßig über Gesimse verjüngt, erhielt 1956 ein erneuertes Keildach. Der Turm zeigt Schlüssel- und Schlitzscharten teils mit Nasen, die rundbogigen Schallfenster haben ein verstäbtes Sockelprofil, das Westportal ist ein spätgotisches verstäbtes Spitzbogenportal mit der Eintragung 1808 Hoyos, im Norden des Turmes ist eine Jubiläums- und Renovierungsinschrift Kaiser Franz Joseph I. 1898. Es gibt einen Priestergrabstein Johan Michael Gratl 1758.
Das Kircheninnere wurde durch den Wiederaufbau 1948/1949 stark verändert, insbesondere durch die flache Decke aus Holz und die gezimmerte Empore mit vertäfelter Brüstung. Zwei weit gespannte Pfeilerarkaden verbinden das Hauptschiff zum Seitenschiff unter einer schwibbogengeteilten Kassettendecke und einem großen Frontbild Legende des hl. Vitus vom Maler Hans Alexander Brunner aus 1958. Ein eingezogener Triumphbogen öffnet das Hauptschiff zum Polygonalchor unter einer Flachdecke. Das Turmerdgeschoß hat ein erhaltenes Sternrippengewölbe teils auf Wappenschildkonsolen, eine Konsole nennt 1498. Die abstrakte Glasmalerei im Chor schuf Godi Hirschi 2002.

## Ausstattung
Der überlebensgroße Kruzifix entstand im dritten Viertel des 18. Jahrhunderts. Die Statue Madonna entstand im vierten Viertel des 19. Jahrhunderts. Der Kreuzweg in getriebenen Blech nennt Paul Ocsenasek 1955.
Die Orgel baute 1982 die Oberösterreichische Orgelbauanstalt.